# Montesol
Montesol (né Francisco Javier Ballester Guillén le 1er décembre 1952 à Barcelone) est un auteur de bande dessinée et peintre espagnol qui fut l'une des principales figures de la bande dessinée underground espagnole des années 1970 et 1980. 

## Biographie
Fondateur de la revue Star en 1974, il participe aux principaux périodiques de bande dessinée adulte d'alors, comme El Víbora, Cairo, Bésame mucho, Makoki, etc. En 1989, il quitte la bande dessinée pour se consacrer à la peinture et la mise en scène, tout en collaborant au quotidien ABC. En 2012, il publie sa première bande dessinée depuis plus de vingt ans, Speak Low.

## Prix
- 1987 : prix Haxtur de la meilleure histoire courte pour Barcelona 1992
- 1999 : prix Max de la scénographie pour Guys and Dolls (avec Llorenç Corbell)